# Pseudomyrmex beccarii
Pseudomyrmex beccarii is een mierensoort uit de onderfamilie van de Pseudomyrmecinae. De wetenschappelijke naam van de soort is voor het eerst geldig gepubliceerd in 1935 door Menozzi.